# Gentianopsis grandis
Gentianopsis grandis là một loài thực vật có hoa trong họ Long đởm. Loài này được (Harry Sm.) Ma mô tả khoa học đầu tiên năm 1951.